# フリーライダー
経済学におけるフリーライダー（英: free rider）とは、資源、公共財、コモンプール資源の恩恵を受けている人々がその対価を支払わない、あるいは支払いが不十分である場合に発生する市場の失敗の一種である。公道や公共図書館、その他のコミュニティ性の高い財やサービスがその例である。フリーライダーは、コモンプール資源に対して料金や通行料、あるいは間接的に税金を支払わずに利用することで問題となる。その結果、コモンプール資源は過小生産、過剰利用、あるいは劣化する可能性がある。さらに、人々は本来協力的であるという証拠があるにもかかわらず（向社会的行動）、フリーライダーの存在によって協力が損なわれ、フリーライダー問題が永続化することが示されている。
社会科学におけるフリーライダー問題とは、このような状況でフリーライディングとその悪影響をいかに制限するかという問題である。その一例として、所有権が明確に定義され、実施されていない場合のフリーライダー問題である。フリーライダー問題は、非排除的かつ非競合性である公共財でよく見られる。非排除性とは、支払っていない人でも財やサービスの使用や恩恵を受けることを止められないことを意味する。非競合消費は、ある消費者による財やサービスの使用が、他の消費者の利用可能性を減らさないことを意味する。公共財のこれらの特性により、消費者が集合的資源に貢献するインセンティブはほとんどなくなる。
フリーライダーは、政府が提供する道路システムのような非排除的かつ非競合的な財を、その費用を負担することなく享受できる。別の例としては、沿岸の町が灯台を建設した場合、多くの地域や国の船舶がその恩恵を受けるが、費用を負担していないため、航海援助に「フリーライド」していることになる。非排除的かつ非競合的消費の3つ目の例は、花火を見る群衆である。支払ったかどうかにかかわらず、観客の数は資源としての花火を減らすことはない。これらの例では、非支払者を排除するコストが法外になる一方で、資源の集合的消費は利用可能な量を減らさない。
「フリーライダー」という用語は当初、公共財の経済理論で使用されたが、同様の概念が団体交渉、独占禁止法、心理学、政治学、ワクチンなど、他の文脈にも適用されている。例えば、チームやコミュニティの一部の人は、グループの他のメンバーがフリーライドする可能性があると信じると、貢献度やパフォーマンスを下げることがある。
経済的なフリーライダー問題は、グローバルな政治の領域でも同様に重要であり、国際協力と集団行動において課題を提示することが多い。グローバルな政治において、各国は、コストを負担したり、共通の目標を達成するために必要な努力に貢献したりすることなく、集合財や行動の恩恵を受ける特定の主体が存在するというシナリオに直面する。この現象は不均衡を生み出し、気候変動、国際安全保障、人道的危機などの国境を越えた課題に取り組む際の協調的な努力を阻害する。例えば、気候変動対策の議論では、温室効果ガス排出量の寄与度が低い国でも、排出量削減のコストを比例的に負担することなく、排出量削減のグローバルな取り組みから安定した気候の恩恵を受けることができる。このことは、各国の貢献と利得の間に格差を生み、効果的な国際協定の交渉と実施に課題をもたらす。グローバル政治におけるフリーライダー問題は、切迫したグローバルな課題に対処するために、国家間の集団行動と公平な負担分担を促進する際に直面する複雑さと障害を浮き彫りにしている。

## インセンティブ
フリーライダー問題を生み出す根本的なインセンティブは、公共財への貢献という文脈において、囚人のジレンマの適用により説明できる。2人が公共サービス（警察署など）への貢献を分担し、社会がその貢献から恩恵を受けるとしよう。囚人のジレンマによれば、このシナリオの結果から特定の結論を導き出すことができる。両当事者が寄付をすれば、社会は恩恵を受けるが、当事者は金銭的な負担を強いられる。一方の当事者が支払わない（他の誰かが支払うことを期待して）場合、その当事者はフリーライダーとなり、もう一方が費用を負担しなければならない。もう一方の当事者もフリーライダーになることを決め、どちらも支払わなければ、社会は恩恵を受けられない。これは、フリーライダー問題が、自分自身はゼロコストで恩恵を受けられるのだから、他人に支払わせようとする個人の意欲によって生み出されることを示している。これは、人間は最大の利益をもたらす選択をするという合理的選択理論の経済理論によって裏付けられている。したがって、サービスや資源が無料で提供される場合、消費者はそれに対価を支払わない。

## 経済的課題
フリーライディングは、財の過小生産や過剰消費につながる場合、パレート効率性の問題となる。例えば、ある公共財の価値をどの程度と評価するか、その価値を支払ってもよい金額で測った場合、人々はその評価額を過小に報告する傾向がある。フリーライディングの対象となる財の特徴は通常、非支払者を排除できないこと、個人の消費が他者の利用可能性に影響を与えないこと、当該資源が生産・維持されなければならないことである。実際、何らかのメカニズムで非支払者を排除できれば、その財はクラブ財に変換される可能性がある（例えば、混雑した公道を有料道路に変更したり、無料の公共博物館を入場料を徴収する私立博物館に変更したりする場合）。
フリーライダーは、非排除的な財が非競合性でもある場合に問題となる。これらの財は、コモンプール資源に分類され、共有財産制度が実施されていない場合、過剰消費によって特徴付けられる。共有財産の消費者は支払いなしで恩恵を受けられるだけでなく、一人の消費が他者に機会費用を課す。「コモンズの悲劇」の理論はこの点を強調しており、各消費者は自分の効用を最大化するように行動し、その結果、他者が消費を抑制することに依存する。これは過剰消費、さらには財の枯渇や破壊につながる可能性がある。フリーライドする人が多すぎると、システムやサービスは最終的に運営に必要な資源を確保できなくなる。フリーライディングは、財の生産が外部性、特に生態系サービスの使用を考慮していない場合に経験される。
その一例が地球規模の気候変動対策である。気候変動は地球規模の問題であり、気候を管理するグローバルな体制がないため、ある国の排出量削減の恩恵はその国の国境を越えて及び、世界中の国々に影響を与える。しかし、これにより一部の国が自国の利益のために行動し、自国の努力を制限し、他国の努力にフリーライドしている。一部の国では、市民や政府は、他者の努力にフリーライドできるため、緩和に関連する努力やコストに貢献したくない。このフリーライダー問題は、気候変動の影響を最も受けやすい国が、通常、温室効果ガスの排出量が最も少なく、ツバルのような小さな島国のように、経済的資源も少ないという点で、これらの慣行の公平性と倫理性に関する疑問も提起している。
セオドア・グローブスとジョン・レディアードは、公共財に関する資源のパレート最適配分は、個人に属する根本的なインセンティブと両立しないと考えている。したがって、ほとんどの学者によれば、フリーライダー問題は今後も公共の問題であり続けると予想される。例えば、アルバート・O・ハーシュマンは、フリーライダー問題は資本主義経済にとって循環的な問題であると考えた。ハーシュマンは、フリーライダー問題を人々の関心のシフトと関連づけている。職場で個人のストレスレベルが上昇し、多くの人が雇用を失うことを恐れると、公共の場に人的資本を投入することが少なくなる。公共のニーズが高まると、不満を持つ消費者は集合行為プロジェクトにより関心を持つようになる。これにより、個人は様々なグループを組織し、公共問題の解決を試みる。これは、フリーライディングの勢いを逆転させる効果がある。自己利益に焦点を当てたモデルではコストとして見なされることが多い活動が、以前は私的利益を追求していた不満を持つ消費者にとっては利益として見なされるようになる。
このサイクルは、公共の利益のために働く個人の活動がほめられなくなると、リセットされる。支持者の集合行為プロジェクトへのコミットメントレベルが低下するからである。支持の減少に伴い、多くの人が私的利益に戻り、時間とともにサイクルがリセットされる。ハーシュマンのモデルの支持者は、人々を動機付ける重要な要因は、指導者の利他主義の呼びかけに駆り立てられることだと主張する。ジョン・F・ケネディの就任演説では、「国があなたのために何をしてくれるかを問うのではなく、あなたが国のために何ができるかを問いなさい」とアメリカ国民に訴えた。一部の経済学者（例えばミルトン・フリードマン）は、このような利他主義の呼びかけは無意味だと考えている。フリードマンのような学者は、フリーライダー問題は不変の善循環や悪循環の一部ではなく、別の場所で可能な解決策や改善の試みを求めている。

## 経済的・政治的解決策

### 保証契約
保証契約とは、参加者が公共財の建設に貢献することを拘束力のある誓約をする契約であり、所定の規模の定足数に達することを条件としている。定足数に達しない場合、公共財は提供されず、金銭的な貢献は返金される。
支配的保証契約は、起業家が契約を作成し、定足数に達しない場合、最初の誓約額に追加の金額を加えて返金するという変形である。起業家は、定足数に達して公共財が提供された場合、手数料を徴収することで利益を得る。ゲーム理論の観点から、これにより公共財の建設を誓約することが支配戦略となる。つまり、他者の行動に関係なく、契約に誓約することが最善の行動となる。

### コースの解決策
経済学者ロナルド・コースにちなんで名付けられたコースの解決策は、公共財の潜在的な受益者が交渉を通じて資源を出し合い、各当事者の自己利益に基づく支払い意思に基づいて公共財を創出できるというものである。コースの論文『社会的費用の問題』（1960年）は、公共財の潜在的な受益者間の取引費用が低い場合、つまり潜在的な受益者が互いを見つけ、各自の公共財に対する価値に基づいて資源を出し合うことが容易な場合、政府の介入なしに公共財を生産できると主張した。

その後、コース自身は、コース定理として知られるようになったものは取引費用がゼロの場合の含意を探ったものであるが、実際には、この構想を踏み台として、正の取引費用、企業、法制度、政府の行動という現実世界を理解するつもりだったと述べている。
私は、取引費用がゼロであると仮定した世界で何が起こるかを検討した。そうすることの目的は、そのような世界での生活がどのようなものになるかを描写することではなく、分析を展開するためのシンプルな設定を提供し、さらに重要なのは、取引費用が経済システムを構成する制度の形成において果たすべき、また実際に果たしている基本的な役割を明確にすることだった。
コースはまた次のようにも述べている。
取引費用がゼロの世界はしばしばコース的世界と形容されてきた。しかし、それは真実から程遠い。それは現代経済学の世界であり、私は経済学者にそこから離れるよう説得しようとしていたのだ。「社会的費用の問題」で私がしたことは、単にその特性の一部を明らかにすることだった。私は、そのような世界では、資源の配分は法的立場とは無関係になると論じた。スティグラーはこの結果を「コースの定理」と名付けた。
したがって、コース自身は「コース定理」やコース的解決策を、政府、法律、企業という20世紀の現実世界を最終的に考察するための単純化された構築物と考えていたようだが、これらの概念は取引費用がはるかに低く、政府の介入が疑いなく不要な世界と結びついてきた。
情報財に特に関連する小さな代替案は、生産者が費用をカバーするための支払いが満たされるまで、公共財を公開しないというものである。例えば作家のスティーヴン・キングは、一定額の資金が調達されない限り後続の章を公開しないと述べながら、新しい小説の章を自身のウェブサイトで無料でダウンロードできるようにした。時に身代金要求とも呼ばれるこの公共財生産の方法は、公共財生産のためのストリートパフォーマープロトコルの現代的応用である。保証契約とは異なり、その成功は主に社会規範に依存しており、一定の範囲で目標額に達し、部分的な貢献が無駄にならないようにする。
今日、最も純粋なコース的解決策の1つは、インターネットクラウドファンディングという新しい現象である。ここでは、コンピュータアルゴリズムと法的契約、そして社会的圧力によってルールが執行される。例えば、Kickstarterでは、各出資者は新製品の購入や他の約束された特典を受けるためにクレジットカードの購入を承認するが、資金調達目標が達成されるまで資金は動かない。自動化とインターネットが資源をプールするための取引コストを大幅に削減するため、わずか数百ドルのプロジェクト目標が頻繁にクラウドファンディングされ、伝統的な投資家を勧誘するコストをはるかに下回っている。

### 排除メカニズムの導入（クラブ財）
情報財のために発展したもう1つの解決策は、公共財をクラブ財に変える排除メカニズムを導入することである。よく知られた例としては、著作権と特許法がある。20世紀に知的財産権と呼ばれるようになったこれらの法律は、財の複製を禁止することで自然な非排除性を取り除こうとするものである。フリーライダー問題には対処できるが、これらの法律のマイナス面は、私的な独占力を意味し、パレート最適ではないことである。
例えば、米国では、製薬会社に与えられた特許権により、高価格（限界費用以上）での販売が奨励される。また、患者に医師に薬を処方してもらうよう説得する広告を行うことも奨励される。同様に、著作権は、出版社が自社の新作の収益を奪わないように古い作品を絶版にする犬と干し草の寓話のように行動するインセンティブを与える。娯楽産業の例としては、ウォルト・ディズニー・スタジオ・ホーム・エンターテイメントの「ヴォールト」販売方式がある。コンピュータソフトウェア産業の例としては、広く批判されたWindows Vistaオペレーティングシステムからの収益を促進するために、2008年半ばにWindows XPを市場から撤退させるというマイクロソフトの決定がある。
これらの法律はまた、特許権者や著作権者が穏やかな模倣者であっても裁判で訴え、レントシーキングの一形態として排他的権利の期間延長を求めてロビー活動を行うことを助長する結果となっている。
このクラブ財メカニズムの問題点は、より多くの人々に財を提供する際の根本的な限界費用が低いか、ゼロであるにもかかわらず、価格差別の限界により、利益最大化価格を支払う意思がない、あるいは支払えない人々が財にアクセスできないことに起因している。排除メカニズムのコストが協働によるメリットを上回らなければ、クラブ財は自然に生まれる可能性がある。ジェームズ・M・ブキャナンは、その画期的な論文で、クラブは政府の介入に代わる効率的な選択肢になり得ることを示した。その一方で、クラブ財の排除には非効率性と不公平性があるため、潜在的に排除可能なクラブ財を公共財として扱い、その生産を他のメカニズムで資金調達することがある。このような「自然な」クラブ財の例としては、固定費用の非常に高い自然独占、私営ゴルフ場、映画館、ケーブルテレビ、社交クラブなどがある。このため、このような財は、利益を追求する企業家に供給を任せるのではなく、政府、協同組合、ボランティア団体が提供したり、補助金を出したりすることが多い。これらの財は、しばしば社会的財と呼ばれる。ヨーゼフ・シュンペーターは、著作権や特許の独占によって生み出される「超過利潤」、つまり通常の利潤を上回る利潤は、技術革新を行う競争相手を引き付け、それによって独占を終わらせると主張した。これは「シュンペーター的創造的破壊」と呼ばれる継続的なプロセスであり、さまざまなタイプの公共財への適用については、ある程度の論争がある。この理論の支持者は、例えばマイクロソフトのケースを指摘し、価格を引き上げる（あるいは製品の品質を下げる）というこれらの慣行が、LinuxやAppleの市場シェアの増加を大いに不可避なものにすると予測している。
国家は、その構成員が市民である「クラブ」とみなすことができる。そうすると、政府はこのクラブの管理者ということになる。これについては、国家理論でさらに研究されている。

### 非利他的な社会的制裁（共同体制）
ゲーム理論を基礎とした実験的文献では、さまざまな形態の社会的制裁の効果を測定することで、国家の介入なしにフリーライダー問題を改善できることが示唆されている。共同資源プールに貢献しない構成員に「フリーライダー」にコストを課すことで、他の構成員が制裁を加えるピア・ツー・ピア（P2P）の罰は、協力関係を確立し維持するのに十分であると考えられている。
社会的行動は罰する側にコストがかかるため、個人がフリーライダーを罰する行動をとることを妨げる。したがって、資源を効果的に管理するためには、罰する側が罰を実行することに対して報酬を与える必要がある。囚人が意思疎通や戦略を立てることを禁じられている囚人のジレンマとは異なり、人々は集まって「共同体制」を形成することができる。そこでは、グループがフリーライダーを制裁する個人に報酬を与えることのコストと利益を比較検討する。資源を保全することの利益が、コミュニケーションと執行のコストを上回る限り、メンバーはしばしばフリーライダーを制裁する罰する側に報酬を与える。結果はパレート最適ではないが（執行のための追加コストがグループにかかるため）、資源を枯渇させるよりはコストが低くなることが多い。交渉と執行のコストがゼロに近づく極限のケースでは、解がパレート最適解に近づくにつれ、この設定はコース的なものになる。
罰も国家による規制も、人々が他人の行動を観察できない不完全情報下では、比較的うまくいかない。交渉を通じてメンバーが確立する共同体制は、外部者よりも管理している特定の共同資源プールについての情報を多く持っていることが多い。このため、また共同体制はプリンシパル＝エージェント理論の問題を回避できるため、共同体制内の特定のローカルな知識は、通常、外部の技術専門家が設計する規制よりも優れたパフォーマンスを発揮できる。それでも、共同体制の人々が企業のルールと設計を決定する際に、政府や技術専門家に相談することで、ローカルな知識と技術的知識を組み合わせると、最高のパフォーマンスが得られることが多い。

## 利他的な解決策

### 社会規範
心理学的に、人間は、貢献を差し控えながら恩恵を享受する場合にのみ、他者から根本的にフリーライダーと見なされる。すべての文化でフリーライダーが認識されているが、許容度や対処法には文化的な違いがある。規範がフリーライダー問題に与える影響は文化的文脈によって異なるため、異文化間で適用した場合、フリーライダー問題に関する研究結果にばらつきが生じる可能性がある。社会規範は、私的かつ自発的に提供される公共財に影響を与えるが、多くの文脈で問題にある程度の影響を与えると考えられている。例えば、社会的制裁は、それ自体が高度な普遍性を持つ規範である。社会的制裁とそれがフリーライダー問題に与える影響に関する多くの研究の目的は、さまざまな社会で観察される利他的な動機を説明することである。
フリーライディングは、公共が感じるプラスとマイナスの外部性の観点からのみ考えられることが多い。利他主義に関連する行動や動機に対する社会規範の影響は、経済的解決策やそれらが導き出されるモデルでしばしば過小評価されている。

### 利他的な社会的制裁
非利他的な社会的制裁は、人々が共同体制を確立する際に行われるが、人々は報酬を得なくてもフリーライダーを罰することがある。動機の正確な性質は、まだ探求されるべきものである。コストのかかる罰が協力を説明できるかどうかは議論の的となっている。最近の研究では、コストのかかる罰は現実世界の環境ではあまり効果的ではないことが分かっている。
他の研究では、公共財の文脈において、社会的制裁を戦略的なものとして一般化することはできないことが分かっている。秘密の制裁（ゲームのプレイヤー間で追跡不可能な制裁）と標準的な制裁（他の点では同一の環境でプレイヤー間のフィードバックを含む追跡可能な制裁）に対するフリーライダーの選好に有意な差はなかった。むしろ、一部の個人は秘密性に関係なく他者を制裁することを好んだ。行動経済学の知見に基づく他の研究では、ジレンマのある寄付ゲームにおいて、寄付者は損失の恐れに動機づけられていることが分かっている。このゲームでは、寄付者が常に他の個人のフリーライディングと非コミットメントを罰する場合にのみ、寄付者の預金が返金された。プール罰（1人の寄付者がフリーライダーを罰しないと全員が預金を失う）は、グループのコンセンサスを考慮しない罰よりも安定した結果をもたらした。個人対個人のピア罰は、一貫性の低い社会的制裁につながった。これらの研究は実験的性質のものではあるが、社会におけるフリーライダー問題を改善しようとする公共政策の決定に応用すれば有用であることが証明されるかもしれない。